# Laboratorní chladič

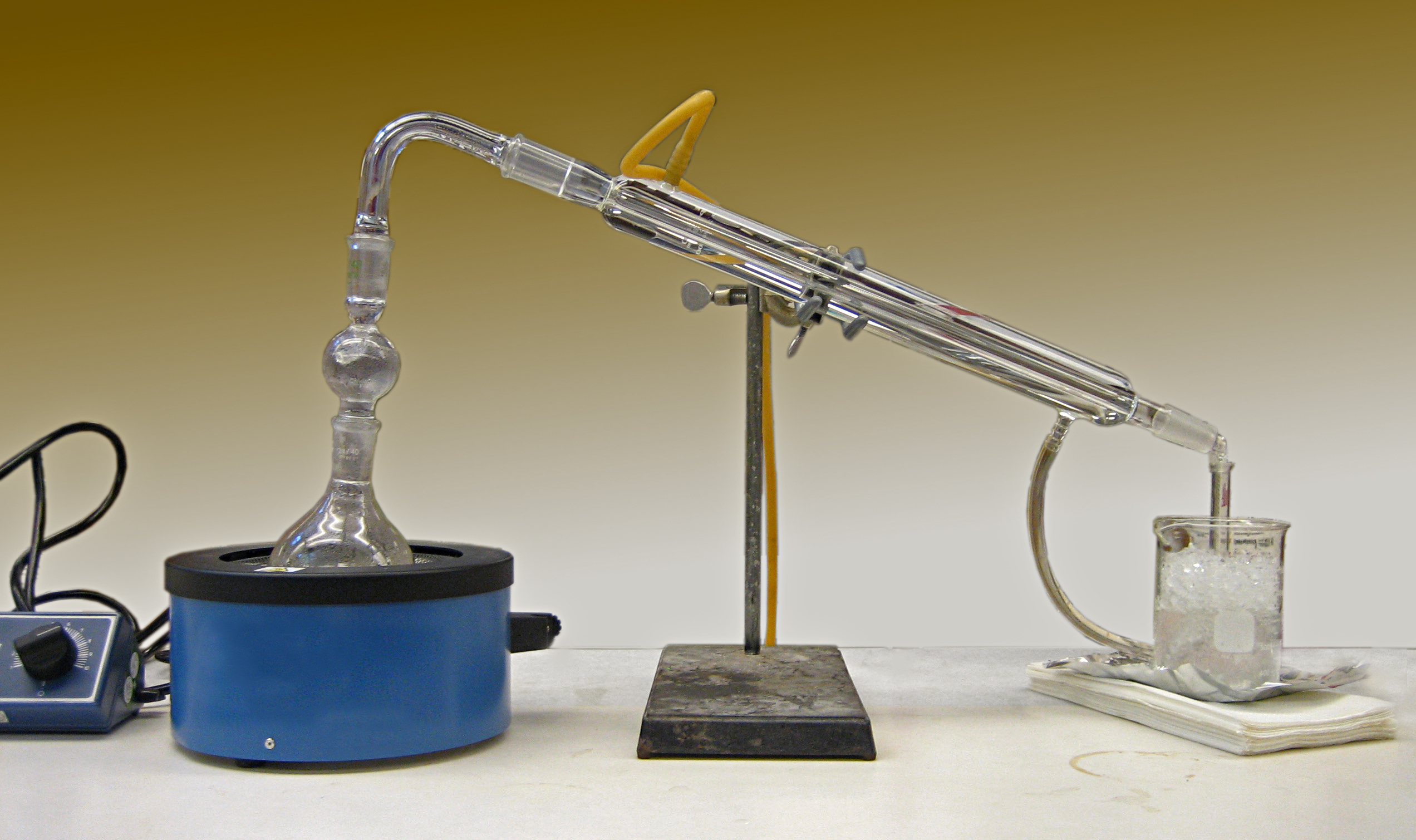
Laboratorní chladič použitý při destilaci

Laboratorní chladič je zařízení používané v chemii a v laboratořích ke kondenzaci par při postupech jako je destilace, reflux (vracení odpařující se složky nazpět) a extrakce. Podle typu je na jednom či obou koncích opatřen zábrusy.
Chladiče, stejně jako ostatní laboratorní náčiní, jsou nejčastěji vyrobeny ze skla, neboť je vůči většině chemikálií odolné, snadno se tedy čistí a díky průhlednosti lze kontrolovat průběh děje. Sklo špatně odolává teplotním šokům, zvláště pokud je poškozeno vrypem. Proto se často používá sklo borosilikátové. Pro speciální účely mohou být vyrobeny z kovu.
Obvyklá používaná délka je 300 a 400 mm, přičemž běžně dostupné jsou délky od 200 mm po 600 mm.
Podle způsobu použití se chladiče dělí na sestupné, kdy kondenzující páry sestupují do jímací baňky, a zpětné, kdy se kondenzát vrací zpátky do varné baňky. Chlazení může být souproudé či protiproudé, které je efektivnější, neboť teplota výstupu kondenzátu přibližně odpovídá teplotě vstupu chladicího média. Připojení vstupu a výstupu chladiva je řešeno trubičkami s olivkami proti sesmeknutí hadiček.
Nejčastějším chladivem je voda, pro speciální účely se mohou použít nízkoteplotní směsi (ethanol, CO2(s), solanka …).

## Druhy chladičů
Kromě dále uvedených chladičů existuje množství specializovaných chladičů pro různé přípravy a stanovení.

### Sestupné chladiče
Pláštěm proudí chladivo, vnitřní trubicí páry ke kondenzaci. Pro větší teplosměnnou plochu může být trubice tvarována.
Díky nástavcům je lze použít i jako sestupné. Pro propojení rovných sestupných chladičů do kolony se používají destilační nástavce (plynotěsnost pomocí zábrusů, řeší sklon chladiče), kdy na straně přívodu par nástavec propojuje destilační baňku s chladičem, a destilační předlohy (alonže) na straně odvodu kondenzátu do jímací baňky a nezkondenzovaných plynů.
V případě použití zábrusů na obou koncích je nutno odvádět přebytečné páry a plyny, proto předloha (alonž) musí mít další odvod (trubička, trubička s olivkou). Nástavec i předloha mohou být integrovány do těla chladiče.
- Vzdušný chladič– pouze jedna trubice, kterou proudí páry. Trubici chladí okolní vzduch. Nejstarší a nejprimitivnější.
- Rovný chladič (Liebig) – vnitřní rovná trubice v trubici (plášti).
- Kuličkový chladič (Allihn) – vnitřní trubice tvarovaná do kuliček v trubici (plášti). Vnitřní trubice je pro zvýšení povrchu ve tvaru propojených kuliček.
- Spirálový chladič (Graham) – spirála v trubici (plášti). Vnitřní trubice je pro zvýšení povrchu stočena do spirály. Nejúčinnější, ale také nejpracnější na výrobu a proto nejdražší.

Destilace a vakuová (nízkotlaká) destilace jsou příklady použití sestupného chladiče.

### Zpětné chladiče
Oproti sestupnému chladiči mají zpětné chladiče prohozené chladivo a páry, kdy chladivo proudí vnitřní trubicí a páry proudí pláštěm. Pro větší teplosměnnou plochu může být trubice tvarována. Často je na spodním ohybu trubice skleněný výstupek pro snazší odkapávání kondenzátu. Na spodní okraj chladiče se nasazuje destilační baňka.
- Prstový chladič – trubka v trubce, tok chladiva trubkou se vrací na vršek chladiče.
- Zpětný spirálový (Dimroth) – spirála v trubce, tok chladiva spirálou se vrací na vršek chladiče.
- Zpětný šroubový (Friedrichs) – spirála v trubce, kdy se spirála s chladivem dotýká pláště a páry tak musí procházet po spirále. De facto se jedná o dvě spirály – jednou proudí chladivo, druhou páry.

Reflux a Soxhletova extrakce jsou příklady použití zpětného chladiče.

## Chlazení
Při návrhu chlazení se musí zohlednit množství (tok) par ke kondenzaci a teplotní spád, závislý na vstupní teplotě par (vyšší než teplota varu) a výstupní teplotě kondenzátu (pod teplotou varu), z čehož vyplývá množství odebíraného tepla (tok). Průtok chladiva je dále závislý na charakteristikách chladiva (tepelná kapacita, vstupní teplota, teplota varu), režimu (souproudé chlazení, protiproudé chlazení) a vlastnostech kondenzovaných par (teplotní spád mezi teplotou kondenzace a vstupní teplotou chladiva). V návrhu se nesmí opomenout ani délka chladiče, respektive velikost teplosměnné plochy.